# Apple IIe
Apple IIe (APPLE IIe) је кућни рачунар, производ фирме Епл (Apple) који је почео да се израђује у САД током 1983. године.
Користио је MOS 65c02 као централни микропроцесор а RAM меморија рачунара APPLE IIe је имала капацитет од 64 KB. 
Као оперативни систем кориштен је DOS 3.3 или ProDOS.

## Детаљни подаци
Детаљнији подаци о рачунару APPLE IIe су дати у табели испод.
|                       |                                                                   |
| [ 1 ]                 |                                                                   |
| Произвођач            | Епл                                                               |
| Тип                   | кућни рачунар                                                     |
| Меморија              | 64                                                                |
| Поријекло             | Сједињене Америчке Државе                                         |
| Година                | 1983                                                              |
| Тастатура             | пуни помак, 52 тастера са тастерима смјера                        |
| Процесор              |                                                                   |
| Фреквенција процесора | 1,02                                                              |
| RAM                   | 64                                                                |
| ROM                   | 16                                                                |
| Текст                 | 40 x 24 / 80 x 24 (са 80 стубова картицом)                        |
| Графика               | 40 x 40-48 (16 col), 280 x 160-192 (6 col), 560 x 160-192 (2 col) |
| Боја                  | 16 највише                                                        |
| Звук                  | један канал - уграђени звучник                                    |
| Димензије             | 39,4 (ширина) x 45,7 (дубина) x 11,4 (висина)                     |
| Портови               |                                                                   |
| Оперативни систем     |                                                                   |